# Adaina simplicius
Adaina simplicius là một loài bướm đêm trong họ Pterophoridae. Loài bướm đêm này được tìm thấy ở Bắc Mỹ (bao gồm Mississippi và Florida), Brasil, Costa Rica, Ecuador, Paraguay và Puerto Rico. Nó đã được du nhập vào Nam Phi để làm tác nhân kiểm soát sinh học đối với Campuloclinium macrocephalum. Con trưởng thành có sải cánh dài 10 mm mm. Đầu màu hơi vàng nhạt. Cánh sau màu đục. Con trưởng thành bay vào tháng trong năm. Ấu trùng ăn các loài thực vật Carphephorus odoratissimus, Carphephorus paniculatus, Conoclinium coelestinum và Pluchea odorata.. Chúc đục lỗ hoa của cây chủ.